# 矩尺座星系团
矩尺座星系團（ACO 3627 or Abell 3627）是一個隱藏在銀河系隱匿帶內，富含星系的星系集團，靠近巨引源所在的中心方向上。雖然它距离银河不到2亿光年且极其明亮，但是由于位於隱匿帶，也就是被銀河系的平面遮蔽的區域，因而有些星系在可見光的波段中會被星際塵埃遮蔽掉，使得光度暗淡或是消失不見，因而也就难以直接观测到了。矩尺座星系團的總質量估計是1015太陽質量。.

## 外部連結
- Norma Cluster（页面存档备份，存于） in the NASA Extragalactic Database
- ESO Press Photos 46a-j/99